# Eduardo Arce
Eduardo „Lalo” Arce Peña (ur. 25 stycznia 1989 w Toluce) – meksykański piłkarz występujący na pozycji środkowego pomocnika, trener piłkarski, od 2023 roku prowadzi reprezentację Meksyku U-20.